# آرامیل
شهر آرامیل (به روسی: Арамиль) در کشور روسیه و در اوبلاست سوردلوفسک واقع شده‌است.